# Club Atlético Platense (fútbol femenino)
El Club Atlético Platense es un club deportivo argentino. Tiene sedes sociales y deportivas tanto en Florida, partido de Vicente López (justo en el límite con la Ciudad Autónoma de Buenos Aires) como en el barrio de Saavedra, en la Comuna 12 de la Ciudad Autónoma de Buenos Aires.
Fue fundado el 25 de mayo de 1905 en la Ciudad de Buenos Aires y su equipo de fútbol femenino disputa la Primera División de Argentina.

## Historia
Platense comenzó a disputar oficialmente torneos organizados por la Asociación de Fútbol Argentino (AFA) desde el año 1997. Su primer partido fue una derrota 9-0 ante Club Atlético Lugano, en calidad de visitante, el domingo 4 de mayo de 1997 por la primera fecha del Campeonato de Fútbol Femenino 1997. Sus primeros pasos no obtuvieron muy buenos resultados, siendo goleados las 5 primeras fechas, incluido un 0-30 ante River Plate de local. En la sexta fecha logran su primera victoria por 3-2 ante Argentinos Juniors en cancha de Acassuso. En su temporada debut culminan últimas de su grupo (Grupo A) con 10 puntos producto de 3 victorias, 1 empate y 20 derrotas, con 11 goles a favor y 152 en contra. La siguiente temporada, en 1998, fue menos desfavorable, cerrando una campaña a mitad de tabla (puesto 21.º de 35 equipos) producto de 4 victorias, 1 empate y 7 derrotas, con 22 goles a favor y 45 en contra, siendo una diferencia mucho menos abultada que la campaña anterior.
El nivel de Las Calamares ha mejorado progresivamente desde sus inicios, teniendo temporadas regulares en mitad de tabla la mayor parte de los últimos años. Se destaca su participación en la Supercopa 2015, donde llegaron hasta las semifinales, siendo eliminadas por San Lorenzo 3-1. Antonella Perdomo fue su goleadora del certamen con 6 tantos.

### Primer campeonato oficial
El máximo logro de la rama femenina de Platense, fue consagrarse campeonas del Campeonato de Fútbol Femenino de Reserva 2021. Este fue el primer título oficial AFA del Marrón en su disciplina femenina, también fue el primer campeonato de reserva (Platense fue club fundacional). El marcador fue 3-2. Tense dio vuelta el resultado luego de ir perdiendo 2-0. Magalí Natta y Aimel Sali (doblete) fueron las autoras de los goles.

## Jugadoras

### Plantel
Actualizado a marzo de 2023.

### Mercado de pases
| Altas               | Altas                      |
| Jugadora            | Origen                     |
| ------------------- | -------------------------- |
| Victoria Arce       | Promovida desde la reserva |
| Elizabeth Entraigas | Promovida desde la reserva |
| Malena Paz          | Promovida desde la reserva |
| Juana Suoto         | Promovida desde la reserva |
| Morena Fanega       | Promovida desde la reserva |
| Camila López        | Peñarol                    |
| Fátima Barone       | Nacional                   |
| Yamila Francescato  | Comunicaciones             |
| Macarena Sosa       | Independiente              |
| Valentina Tesio     | Gimnasia y Esgrima LP      |
| Priscila Toledo     | Huracán                    |
| María Sol Benzaquen | Venezia FC                 |

| Bajas                  | Bajas            |
| Jugadora               | Destino          |
| ---------------------- | ---------------- |
| Agustina Arias         | Boca Juniors     |
| Natalia Tévez          | Excursionistas   |
| Luz Hernández          | Excursionistas   |
| Melina Melipil         | Agente libre     |
| Camila Besse           | Agente libre     |
| Guillermina Cotellessa | Agente libre     |
| Camila Leites          | Lanús            |
| Melani Benítez         | Estudiantes (BA) |
| Milena Martínez        | Agente libre     |
| Valentina Martín       | Retiro           |
| Nazareth Dos Santos    | Agente libre     |

Fuentes:

## Cronograma
La competencia AFA oficial comenzó a disputarse desde 1991, Platense hizo su primera aparición en 1997.

## Palmarés
- Campeonato de Fútbol Femenino de Reserva 2021.[8]

## Reserva
El Club Atlético Platense cuenta con un equipo reserva. Es uno de los dieciocho equipos fundacionales del Campeonato de Reserva del Fútbol Femenino organizado por AFA, cuya primera edición comenzó a disputarse en noviembre de 2019.